# Clair Obscur: Expedition 33
Clair Obscur: Expedition 33 ist ein rundenbasiertes Computer-Rollenspiel, das von dem französischen Studio Sandfall Interactive entwickelt und am 24. April 2025 für Microsoft Windows, PlayStation 5 und Xbox Series veröffentlicht wurde. Das Spiel spielt in einem düsteren Fantasy-Setting der Belle Époque und folgt den Freiwilligen der Expedition 33, die sich auf den Weg machen, um die mysteriöse Malerin zu vernichten, ein Wesen, das die jährliche Gommage verursacht und alle Menschen über ein jährlich immer niedriger werdendes Alter auslöscht. Aus der Third-Person-Perspektive steuert der Spieler eine Gruppe von Charakteren, erkundet Gebiete und nimmt an Kämpfen teil. Neben den rundenbasierten Mechaniken gibt es im Kampf zusätzlich Echtzeitaspekte wie Quick-Time-Events.  
Das Spiel erhielt weltweit ausgezeichnete Kritiken und wurde innerhalb von drei Tagen nach der Veröffentlichung eine Million Mal verkauft. Zwölf Tage nach der Veröffentlichung meldete Sandfall Interactive trotz gleichzeitiger Verfügbarkeit des Spiels im Microsoft Game Pass den Verkauf von zwei Millionen Einheiten. Nach 33 Tagen wurden 3,3 Millionen Exemplare des Spiels verkauft.

## Entwicklung
Clair Obscur: Expedition 33 wurde von einem rund 30-köpfigen Team bei Sandfall Interactive entwickelt, das sich unter anderem aus mehreren ehemaligen Ubisoft-Mitarbeitern zusammensetzt. Die Idee zu dem Spiel stammt von Guillaume Broche, einem damaligen Mitarbeiter von Ubisoft, im Jahr 2020 während der COVID-19-Pandemie. Broche hatte die Idee zu einem Rollenspiel, das von Final Fantasy, einem seiner Lieblingsspiele, inspiriert sein sollte. Über Reddit und andere Online-Foren suchte er daraufhin Mitarbeiter für sein Projekt und gründete schlussendlich Sandfall Interactive. Inspiriert wurde die Geschichte des Spiels von Alain Damasios Roman Die Horde im Gegenwind.
Die Entwicklung des Spiels begann zunächst mit der Unreal Engine 4 und wechselte später zur Unreal Engine 5, um die Verbesserungen hinsichtlich Rendering und Animationen der neuen Engine zu nutzen. Das Studio startete zunächst mit der Entwicklung eines düsteren Steampunk-RPG. Nach monatelanger Konzeptarbeit stießen Broche und Hauptautorin Jennifer Svedberg-Yen das Konzept vollständig um und fokussierten sich auf die Ästhetik der französischen Belle Époque.

## Handlung
Clair Obscur: Expedition 33 spielt in einem dystopischen Fantasy-Setting der Belle Époque. Seit 67 Jahren werden die Bewohner der abgelegenen Insel Lumière jedes Jahr von einem Ereignis heimgesucht, das Gommage genannt wird. Dabei malt eine Göttin, die als die Malerin bekannt ist, eine jährlich immer um den Wert 1 kleiner werdende Zahl. Alle Menschen, die so alt wie oder älter als diese Zahl sind, sterben. Seit rund 50 Jahren schickt Lumière nach der Gommage je eine Expedition von Freiwilligen auf das Festland, um die Malerin zu töten, bevor sie eine neue Zahl malen kann. Bisher sind jedoch sämtliche Expeditionen verschollen. Das Spiel folgt der zuletzt aufgebrochenen Expedition 33.
Zu den Mitgliedern der Expedition 33 gehören unter anderem Gustave, ein findiger Ingenieur, der nur noch ein Jahr zu leben hat, Maelle, mit 16 Jahren das jüngste Mitglied der Expedition und Gustaves Pflegeschwester, Lune, eine brillante Gelehrte und Magierin, und Sciel, eine ruhige und nach außen fröhliche Kriegerin. Die weiteren Mitglieder dieser Expedition sterben nach Ankunft auf dem Festland durch Renoir, einen älteren Herrn, der augenscheinlich die Gommage überlebt hat, sowie durch verschiedene Monster, genannt Nevronen. Während die Expedition das Festland durchquert, treffen sie auf verschiedene Personen und Fabelwesen.

## Spielprinzip
Die Spielwelt in Clair Obscur: Expedition 33 ist in unterschiedliche Bereiche gegliedert. Während der Spieler die Hauptwelt im späteren Spielverlauf frei erkunden kann, sind die von der Welt abzweigenden Bereiche linear aufgebaut. 
Trifft der Spieler auf Gegner, wechselt das Spiel in ein rundenbasiertes Kampfsystem, welches üblich für JRPGs ist. Für den Spieler kämpfen maximal drei Teammitglieder gleichzeitig. In seinem Zug wählt der Spieler aus, ob er einen Gegenstand benutzt, einen Nahkampfangriff ausführt, um Fähigkeitspunkte zu erhalten, oder die gesammelten Fähigkeitspunkte ausgibt, um Fernkampfangriffe oder Fertigkeiten einzusetzen. Fernkampfangriffe sind frei wählbar, ähnlich wie in einem Third-Person-Shooter. Beim Einsatz einer Fertigkeit kann ein Quick-Time-Event absolviert werden, um die Effekte zu verbessern. Bei gegnerischen Zügen kann der Spieler in Echtzeit ausweichen oder parieren um Schaden zu vermeiden. Das Parieren ist schwieriger als das Ausweichen, bei erfolgreichen Paraden wird jedoch ein Gegenangriff ausgeführt. Ebenfalls gibt es verschiedene positive und negative Zustände, von denen der Spieler und die Gegner betroffen werden können, so unter anderem "Verbrennung". Im Laufe des Spiels werden neue Angriffe und Paraden eingeführt. Wenn die Kampfgruppe besiegt wird, können Reservecharaktere hinzugezogen werden, um den Kampf fortzusetzen. Der Kampf endet, wenn eine der beiden Seiten keine Kämpfer mehr hat. Kampfbegegnungen belohnen mit Erfahrungspunkten, Chroma (Währung) und Upgrades. An Kontrollpunkten, die als Expeditionsflaggen bekannt sind, können die Spieler ihre Gruppe heilen, Gegenstände auffüllen und Attribut- und Fertigkeitspunkte zuweisen.
Die Charaktere haben einzigartige Fertigkeiten, Waffen und Spielmechaniken. Jedes Mitglied hat fünf Attribute (Vitalität, Stärke, Beweglichkeit, Verteidigung, Glück) sowie einen einzigartigen Skilltree. Nach jedem Level-Up erhält der Spieler Attribut- und Fertigkeitenpunkte für das jeweilige Mitglied. Die Charaktere können zusätzlich mit ausrüstbaren Pictos und Luminas angepasst werden, die eine Vielzahl von Vorteilen bieten. Auffindbare Frisuren und Kleidung sind rein optischer Natur und haben im Gegensatz zu den Waffen keine Auswirkungen auf die Attribute.
Folgende Charaktere mit charaktereigener Spielmechanik sind verfügbar:
- Gustave (ab Beginn des Spiels bis Ende von Akt I): Gustave lädt seine Fähigkeit Überlastung auf, indem er Angriffe landet. Dadurch kann er die Fähigkeit Überlastung einsetzen, um mit einem einzigen Treffer eine große Menge Schaden zu verursachen.
- Lune (ab Akt I): Lune ist auf Elementarangriffe spezialisiert. Lune sammelt farbige Pigmente durch Angriffe und den Einsatz ihrer Fähigkeiten, bis zu einem Maximum von insgesamt vier Pigmenten. Verschiedene Fähigkeiten können bestimmte Pigmente verwenden, um einen Boost zu erhalten, der entweder zusätzlichen Schaden verursacht oder diverse Fähigkeiten verleiht.
- Maelle (ab Akt I): Maelle wechselt bei jedem Angriff die Haltung und erhöht je nach Haltung den Angriff oder die Verteidigung. Insgesamt gibt es drei verschiedene Haltungen. Maelle kann nicht zwei Runden hintereinander dieselbe Haltung einnehmen, es sei denn, eine Fähigkeit sieht ausdrücklich etwas anderes vor.
- Sciel (ab Ende Akt I): Sciel erhält nach Einsatz einer Fähigkeit Sonne- oder Mondtarotkarten, je nachdem, um welche Art von Fähigkeit es sich handelt. Diese geben ihr unterschiedliche Verstärkungen.
- Verso (ab Akt II): Verso erhält Perfektion in Form einer Bewertung, beginnend mit einer D-Bewertung. Verso gewinnt an Perfektion, indem er Treffer landet und eingehenden Angriffen entweder ausweicht oder pariert. Wenn er getroffen wird, sinkt sein Perfektionswert. Ein höherer Wert schaltet zusätzliche Kräfte für seine Fähigkeiten frei und erhöht seinen Schaden.
- Monoco (ab Akt II): Monoco hat im Gegensatz zu den anderen Mitgliedern keinen Skilltree. Stattdessen schaltet er Verwandlungen frei, indem er Gegner im Kampf besiegt und dadurch eine Fähigkeit von diesen erhält. Im Kampf verfügt Monoco über das Bestienrad, das ihm eine andere Maske verleiht, je nachdem, welche Fähigkeit er zuletzt benutzt hat. Diese Masken können verschiedene Fähigkeiten verstärken

## Rezeption
Clair Obscur: Expedition 33 erhielt weltweit positive Kritiken. GamePro vergab 89 von 100 möglichen Punkten, das Spiel „begeistert uns mit einer berührenden Story, spannenden Charakteren und einem fantastischen Kampfsystem“, so die Kritiker weiter. Eurogamer bezeichnete das Spiel als „bestes JRPG seit Jahren“ und vergab mit vollen fünf Sternen seine beste Bewertung. Auf Metacritic wurde das Spiel mit dem Must-Play-Award ausgezeichnet. Mit 92 % ist das Spiel neben Blue Prince das bis dahin am besten bewertete Spiel im Jahr 2025. Mit einer Wertung von 9,7 bei den User-Reviews liegt das Spiel noch vor GTA V und Red Dead Redemption 2 (Stand: Mai 2025). Der französische Präsident Emmanuel Macron lobte das aus Frankreich stammende Spiel mit den Worten: „Eine Million Exemplare und bis heute eines der bestbewerteten Spiele der Geschichte: und ja, es ist französisch! Herzlichen Glückwunsch an Sandfall Interactive und alle Macher von Expedition 33. Sie sind ein leuchtendes Beispiel für französische Kühnheit und Kreativität.“

## Synchronisation
| Rolle   | Originalsprecher     |
| ------- | -------------------- |
| Gustave | Charlie Cox          |
| Sophie  | Billie Fulford-Brown |
| Maelle  | Jennifer English     |
| Lune    | Kirsty Rider         |
| Sciel   | Shala Nyx            |
| Verso   | Ben Starr            |
| Monoco  | Rich Keeble          |
| Renoir  | Andy Serkis          |

## Soundtrack
Der Soundtrack zu Clair Obscur: Expedition 33 wurde von Lorien Testard komponiert. Broche wurde auf Testard, welcher bis dahin noch nie für ein Videospiel Musik komponiert hatte, über die Plattform Soundcloud aufmerksam. Der Soundtrack wurde in den meisten Rezensionen zum Spiel lobend erwähnt und gilt als einer der Gründe für den Erfolg des Spiels. In den Britischen Musikcharts konnte sich der Soundtrack in dem Official Album Downloads Chart (Höchstposition 13) und in dem Official Soundtrack Albums Chart (Höchstposition 6) platzieren. In den Vereinigten Staaten wurde in den Chartlisten von Billboard der erste Platz bei den Classical Albums und den Classical Crossover Albums, sowie Platz 13 bei den Soundtracks und Platz 31 bei den Digital Albums (Download Charts) erreicht.

## Sonstiges
Bereits vor Veröffentlichung des Spiels wurde bekannt, dass in Zusammenarbeit mit dem Produktionsstudio Story Kitchen eine Film-Adaption in Arbeit ist.